# Europaled

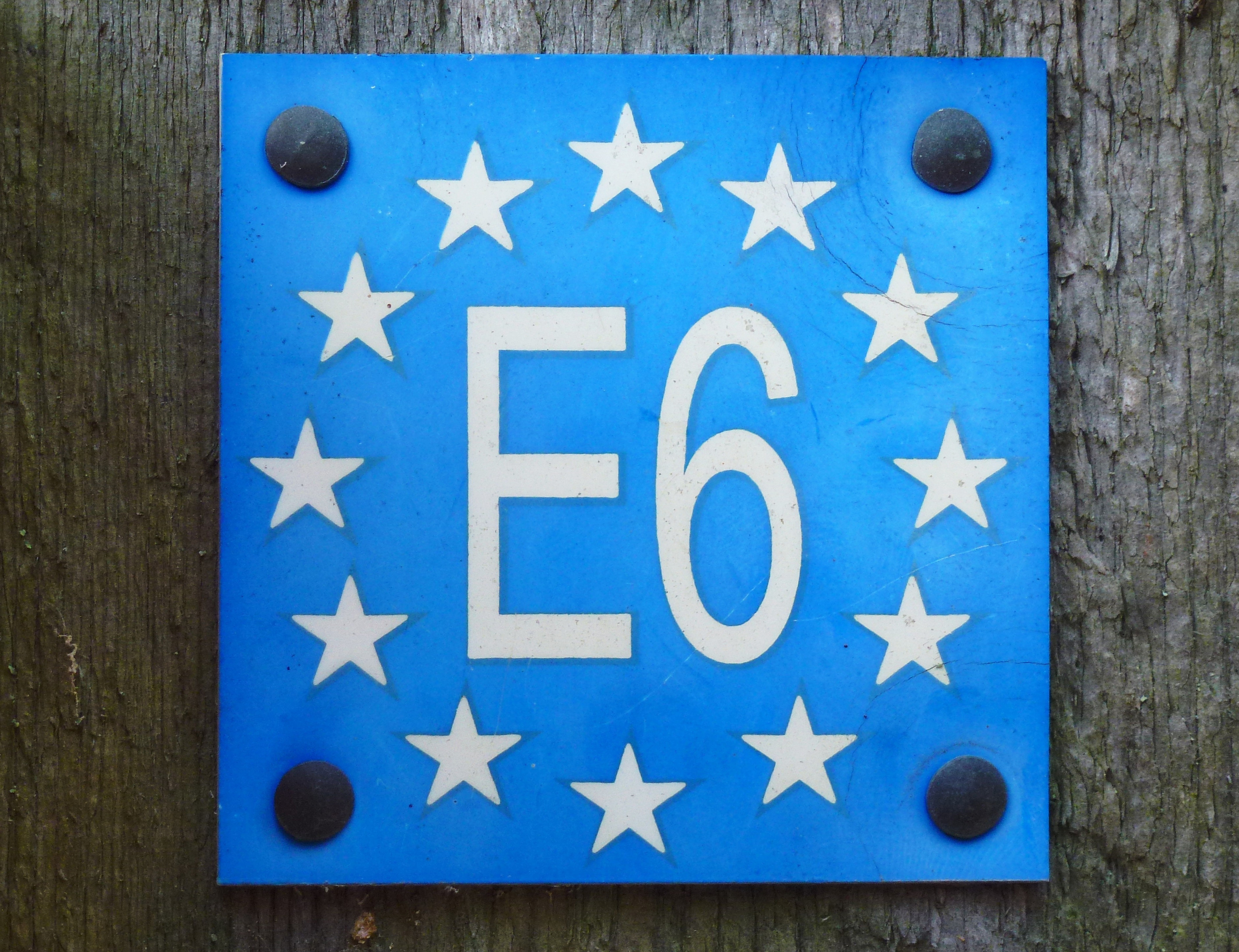
Markering för europaleden E6 på Sörmlandsleden.

Europaleder (European long distance footpaths eller E-paths) är ett system av långdistansvandringsleder i Europa, med en sammanlagd längd av cirka 52 000 kilometer. Systemet omfattar för närvarande Europaleden 1–12.

## Beskrivning
I Europa finns för närvarande (2014) elva europaleder och en tolfte är under planering. Beteckningarna E1 till E11 bör ej förväxlas med europavägar med liknande nummer. Tanken bakom europalederna väcktes 1969 av European Ramblers' Association (ERA) och skulle ge uttryck för samhörigheten mellan människorna i olika länder i Europa och lära känna deras kultur och natur genom att vandra. Europalederna är inte nyanlagda vandringsleder utan man har försökt att koppla ihop och kombinera befintliga låglandsleder på ett naturligt sätt. Det finns inte heller någon enhetlig markering och vissa avsnitt saknar fortfarande märkning.
Den första långdistansvandringsleden var E1 som går från Nordkap till Sicilien och har en längd av omkring 6 000 kilometer, därav är cirka 4 000 kilometer markerade. 

## Europaleder i Sverige
Delar av europalederna 1 och 6 passerar Sverige. 
E1:s svenska avsnitt går mellan Varberg och Grövelsjön. Den svenska delen av E1 invigdes 1992 och har i Sverige en total längd på ungefär 1 200 kilometer. E1 förlängdes 2011 till Nordkap. Den går norr om Grövelsjön mestadels i Norge men bitvis i Norrbottens län. 
E6 i Sverige går mellan Malmö och Grisslehamn. Den invigdes 1990 och har en total längd på ungefär 1 400 kilometer.

## Europaleder, översikt

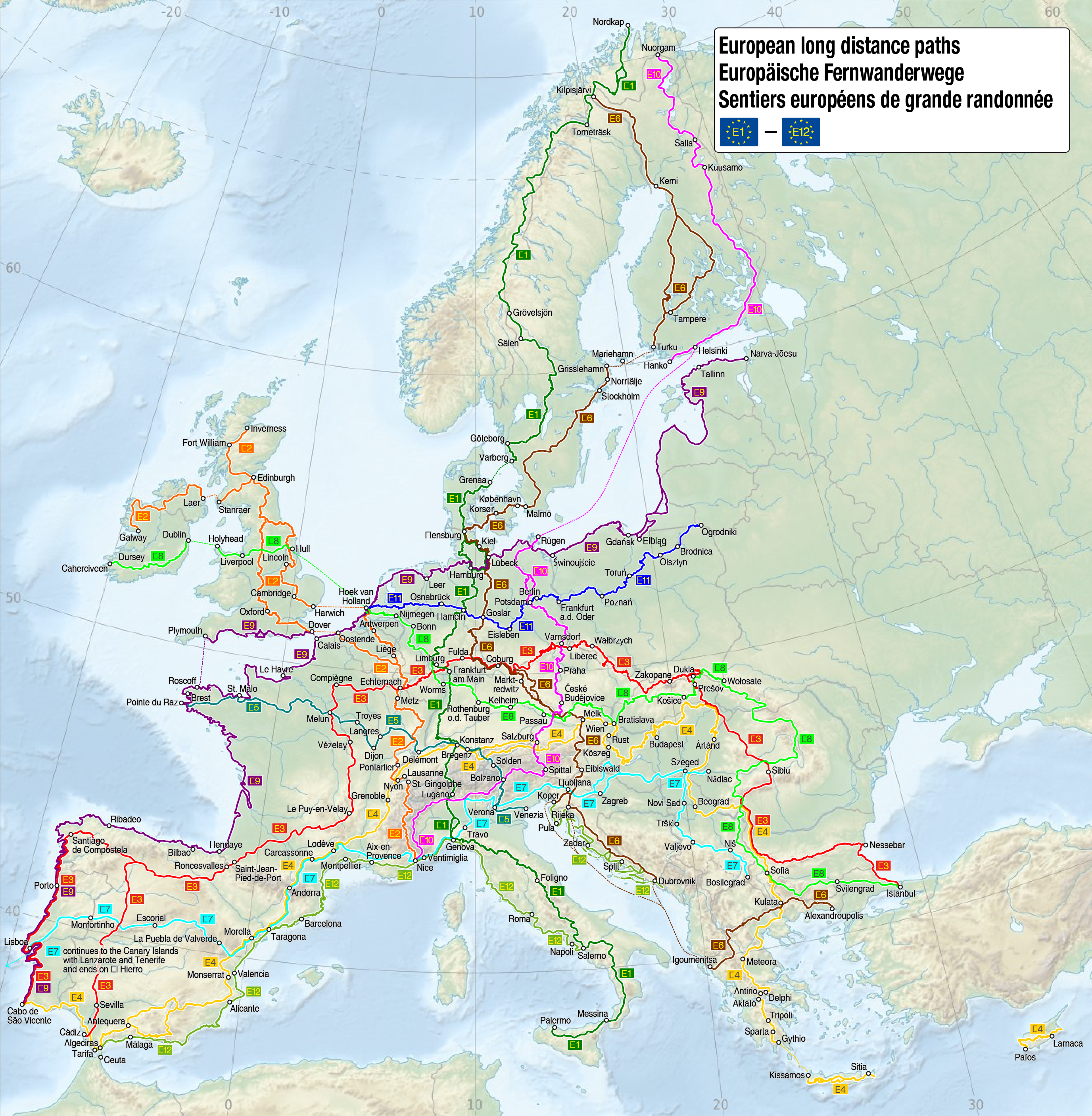
Karta över Europalederna 1–12

| Led | Sträcka               | Längd (km) |
| --- | --------------------- | ---------- |
| E1  | Nordkap – Italien     | 7 000      |
| E2  | Skottland – Frankrike | 4 850      |
| E3  | Spanien – Bulgarien   | 6 950      |
| E4  | Spanien - Cypern      | 11 800     |
| E5  | Frankrike – Italien   | 2 900      |
| E6  | Finland – Grekland    | 6 300      |
| E7  | Spanien – Serbien     | 4 330      |
| E8  | Irland – Bulgarien    | 4 390      |
| E9  | Portugal – Estland    | 5 200      |
| E10 | Finland – Italien     | 2 880      |
| E11 | Nederländerna – Polen | 2 070      |
| E12 | Spanien - Italien     | 1 600      |